# Kanaal Brugge-Oostende

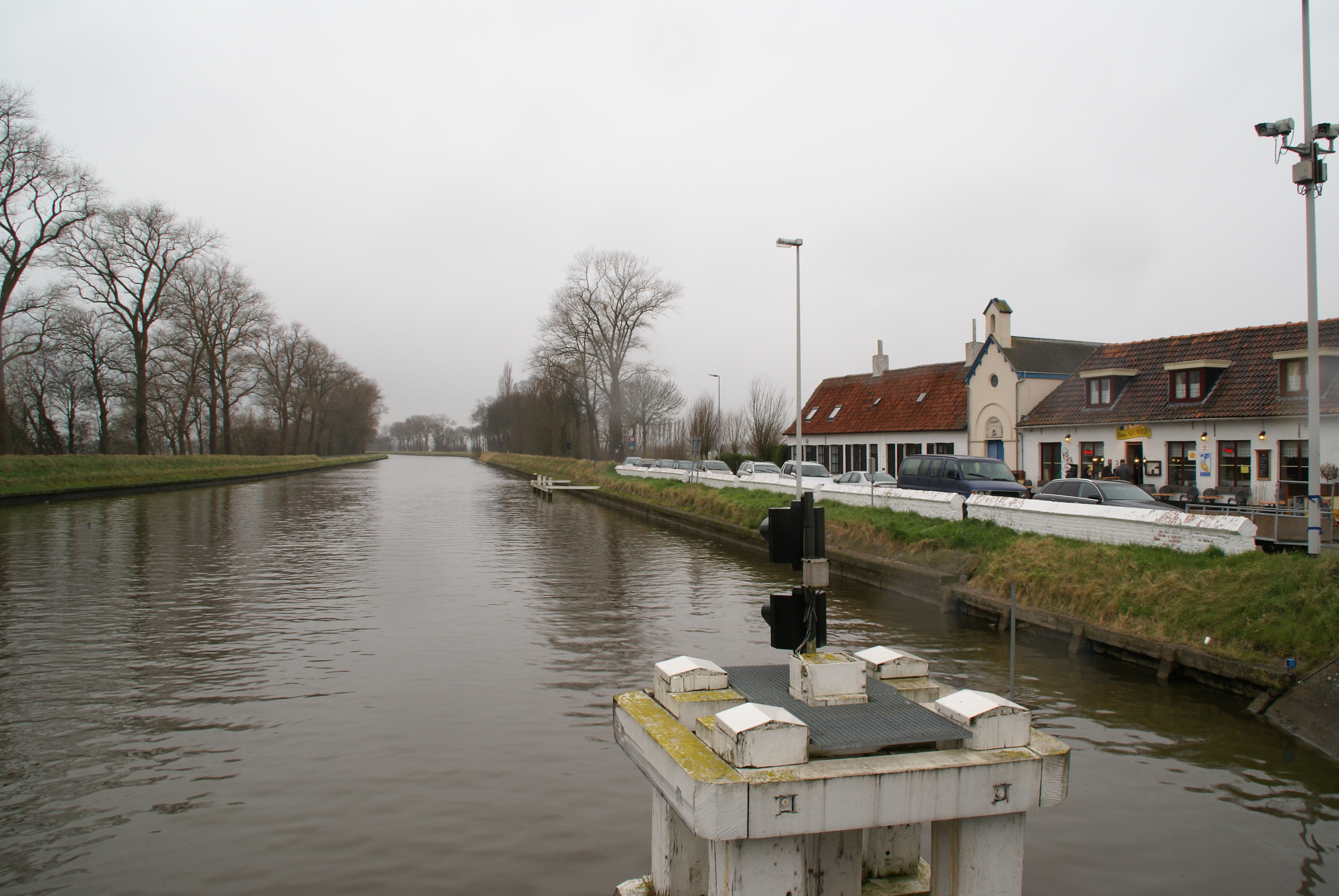
Kanaal Brugge-Oostende in Varsenare

Het kanaal Brugge-Oostende is een kanaal in België. Het loopt van Brugge naar Oostende. In Brugge is het via de Ringvaart verbonden met het kanaal Gent-Brugge, de Damse Vaart en het Boudewijnkanaal. Tussen Oudenburg en Oostende sluit het aan met het kanaal Plassendale-Nieuwpoort. Het kanaal is 20,9 km lang en behoort tot het kustbekken. Samen met het kanaal Gent-Brugge wordt het ook wel aangeduid als kanaal Gent-Oostende of kanaal Gent-Brugge-Oostende.
De spuikom te Oostende, die in verbinding staat met het kanaal, was oorspronkelijk bedoeld om zijn water te lozen om zo de verzanding van de haven tegen te gaan.

## Geschiedenis
Tussen Brugge en Oostende loopt het kanaal voor een deel in de historische bedding van de Ieperlee. In 1166 werd een eerste kanalisatie uitgevoerd. Er waren echter problemen met overstromingen. In 1336-1339 werd het kanaal daarom bedijkt. Het kanaal was van groot belang voor de wolhandel met Engeland, en als scheepvaartverbinding tussen Brugge en Ieper. Van 1357-1387 werd het kanaal uitgediept en verbreed. Van 1413-1415 werden verdere werken uitgevoerd. Vanaf 1618 werd het kanaal vanaf Gent via Brugge tot Plassendale verder uitgegraven. In 1641 en 1664 werden opnieuw verdiepings- en verbredingswerken uitgevoerd en nu konden er oorlogsschepen tot 400 ton op varen. Van 1754-1768 werd het kanaal op gezag van landvoogd Karel van Lotharingen verder verbreed onder de naam Nieuwe Reviere.

## Tijdens de Eerste Wereldoorlog
In Brugge had de Kaiserliche Marine via het Marinekorps Flandern een basis voor duikboten. Via dit kanaal en het kanaal naar Zeebrugge vaarden de Duitse duikboten tijdens de Eerste Wereldoorlog naar het Kanaal, de Noordzee en de Atlantische oceaan. De geallieerden reageerden via de Aanval op de haven van Zeebrugge en de eerste en tweede aanval op de haven van Oostende.